# Richard Dormer
Richard Dormer est un acteur, dramaturge et scénariste britannique né le 11 novembre 1969 à Portadown en Irlande du Nord. Il est notamment connu pour son rôle de Béric Dondarrion dans la série télévisée Game of Thrones.

## Biographie
Richard Dormer a étudié à la Royal Academy of Dramatic Art à Londres, dont il est diplômé en 1991. Après plusieurs années à Londres, il retourne vivre en Irlande du Nord et se marie avec Rachel O'Riordan.

## Filmographie

### Cinéma
- 1997 : Escape (A Further Gesture) de Robert Dornhelm : Joe
- 2001 : Le cartographe (Mapmaker) de Johnny Gogan : Harry Hawcett
- 2002 : Reconnu coupable (The Escapist) de Gillies MacKinnon: Denis Brief
- 2002 : Puckoon de Terence Ryan : Arthur Faddington
- 2005 : Madame Henderson présente (Mrs. Henderson Presents) de Stephen Frears : Un humoriste
- 2005 : The Mighty Celt de Pearse Elliott : Ronan
- 2006 : Middletown de Brian Kirk : Ned
- 2009 : Five Minutes of Heaven d'Oliver Hirschbiegel : Michael
- 2009 : Pumpgirl de Carol Moore : Hammy
- 2010 : Ghost Machine de Chris Hartwill : Taggert
- 2012 : Jump de Kieron J. Walsh : Johnny
- 2012 : Good Vibrations de Lisa Barros D'Sa et Glenn Leyburn : Terri Hooley
- 2013 : Dark Touch de Marina de Van : Henry
- 2014 : '71 de Yann Demange : Eamon
- 2014 : Hyena de Gerard Johnson : Nick Taylor
- 2014 : Shooting for Socrates de James Erskine : Arthur
- 2015 : 11 Minutes (11 minut) de Jerzy Skolimowski : Richard Martin
- 2015 : Spirit of '58 d'Evan Marshall : Le narrateur
- 2019 : Togo d'Ericson Core : Dr. Curtis Welch

#### Courts métrages
- 2000 : Chihuahua de Phil Crothers
- 2011 : Unsound de N.G. Bristow : Michael
- 2012 : The Rule of Thumb de Gregor Johnstone : Neil Barrow
- 2013 : SLR de Stephen Fingleton : Mr Verma

### Télévision

#### Séries télévisées
- 1991 : Casualty : Rick Tomlinson
- 1992 : Soldier Soldier : Caporal David Lutchens
- 1993 : Les Aventures du jeune Indiana Jones (The Young Indiana Jones Chronicles) : Un homme
- 1996 : Safe and Sound : Dr Norris
- 2010 : An Crisis : Kyle Braid
- 2011 : Hidden : Frank Hanna
- 2011 : Justice : George
- 2012 : Hunted : Lewis Conroy
- 2013 / 2016 - 2017 / 2019 : Game of Thrones : Béric Dondarrion
- 2014 : Lily's Driftwood Bay : Le père
- 2015 - 2018 : Fortitude : Shérif Dan Anderssen
- 2016 : The Musketeers : Christophe
- 2017 : Rellik : Gabriel Markham
- 2020 - 2021 : The Watch : Capitaine Samuel "Sam" Vimaire
- 2020 - 2021 : Cobra (COBRA) : Fraser Walker
- depuis 2023 : Castlevania : Nocturne : Emmanuel / L'abbé
- 2024 : The Day of the Jackal : Norman Stoke
- 2026 : Apollo Has Fallen

#### Téléfilms
- 2003 : Violence à Holy Cross (Holy Cross) de Mark Brozel : Seamus
- 2007 : Mon fils Jack (My Boy Jack) de Brian Kirk : Caporal John O'Leary
- 2008 : Last Man Hanging de Linda Smith : James Brown
- 2009 : Best : His Mother's Son (en) de Colin Barr : Un réalisateur de pub
- 2011 : Brendan Smyth : Betrayl of Trust de Michael McDowell : Chris Moore
- 2013 : Wodehouse in Exile de Tim Fywell : Werner Plack
- 2015 : We're Doomed! The Dad's Army Story de Steve Bendelack : David Croft

## Nominations
- 2013 : IFTA du meilleur acteur pour Good Vibrations

## Voix françaises
- Bruno Dubernat (*1962 - 2022) dans (les séries télévisées) :
  - Game of Thrones
  - Rellik

Et aussi
- Jean-François Vlérick dans Mon fils Jack (téléfilm)
- Joël Zaffarano dans Fortitude (série télévisée)
- Serge Biavan dans Togo
- Boris Rehlinger dans Secret Invasion (mini-série)
- Thierry Hancisse dans The Day of the Jackal (série télévisée)